# Okayplayer
Okayplayer — веб-сайт и сообщество, посвящённое хип-хопу и альтернативной музыке, который журнал Rolling Stone описывает как «творец вкуса» и «противоядие от скучных рекламных веб-сайтов, используемых большинством артистов».
Сообщество было основано барабанщиком американской хип-хоп-группы The Roots Ахмиром «Questlove» Томпсоном и телеведущей Ангелой Ниссель. В 2004 году Questlove создал Okayplayer Records как побочный продукт сайта в партнёрстве с Decon. После почти десятилетнего перерыва лейбл был перезагружен в 2012 году.
Okayplayer был одним из первых онлайн-центров, через который фанаты могли напрямую взаимодействовать со своими любимыми исполнителями. Согласно QuestLove, сайт изначально был хроникой повседневной жизни его группы The Roots. На Okayplayer также есть сайты аффилированных специалистов: Revivalist для джаза, LargeUp для регги и OkayFuture для электронной музыки. В их число входит OkayAfrica, сайт, запущеный в 2011 году, сосредоточенный на африканской культуре, музыки и политике в странах Африки.
Okayplayer организует регулярные туры и ежегодный музыкальный фестиваль Roots Picnic.

## Ссылка
- okayplayer.com — официальный сайт Okayplayer